# Темрюков, Сергей Александрович
Серге́й Алекса́ндрович Темрюко́в (род. 1 августа 1978, Южно-Сахалинск) — российский и нидерландский футболист, защитник. Тренер.

## Клубная карьера
Отец Сергея играл работал и играл за команду железнодорожного завода. Сам Сергей начинал в спортивной секции при ЖЭКе. До 12 лет зимой играл в хоккей в турнире «Золотая шайба», летом — в футбол. В 13 лет стал играть на первенство области за команду железнодорожного завода.
В пятнадцать лет по рекомендации главы сахалинской футбольной федерации Виталия Кречетова был приглашён в сборную России U-16, которую тренировал Александр Пискарёв. Остался в Москве, где его агентом стал Константин Сарсания, который специализировался в основном на отправке молодых футболистов в Европу. Темрюков вначале поехал в Бельгию, затем оказался в Эйндховене. После просмотра в местном ПСВ Дик Адвокат решил подписать 16-летнего футболиста. После подписания контракта Темрюков надорвал мышцу бедра в сборной и восстанавливался около полугода. В ПСВ тренировался в основном с первым составом, выступал поначалу за второй. Потом начал играть за основу в турнирах межсезонья, попадать в запас в Лиге чемпионов. После ухода Адвоката новому тренеру Бобби Робсону Темрюков был не нужен. В 1999 году его отдали в аренду в московское «Динамо». Футболист прошёл всю предсезонку, вышел в основе в трёх последних контрольных матчах, Георгий Ярцев всерьёз рассчитывал на него, но травма, которую Темрюков получил за неделю до начала чемпионата России и от которой затем лечился 8 месяцев, не позволила ему иметь достаточно игровой практики. Вернулся в Нидерланды, в клуб «Эйндховен», который выступал дивизионом ниже. К тому времени ему уже оформили нидерландский паспорт. Зимой 2004 года был на просмотре в «Шиннике», но клубу так и не подошёл, и перебрался в «Уралан» из Элисты, за который в первенстве России провёл 17 игр и забил 1 мяч. Сезон 2004/05 провёл в любительском клубе «Козаккен Бойз». С 2005 по 2007 годы играл в челнинском «КАМАЗе», откуда в 2007 был отдан в аренду минскому «Динамо», однако 1 октября 2007 года арендное соглашение минского «Динамо» с Темрюковым было прервано. После того как Темрюков остался без клуба, зимой 2009 года он мог перейти в «Ден Босх», но контракт так и не был заключён.

## Олимпийская сборная России
В составе олимпийской сборной страны провёл 1 матч: 4 сентября 1998 года против Украины.

## Тренерская карьера
До 2013 года работал в академии футбола имени Юрия Коноплёва. Через месяц после увольнения из академии возглавил юношескую команду «Виллем II», с которой работал до 2015 года. С 2014 года работает тренером любительской команды ПСВ. С января по сентябрь 2016 года работал в «Анжи» помощником спортивного директора Фуата Усты.